# Convocazioni per l'UEFA Futsal Championship 2003
Quello che segue è l'elenco di giocatori che hanno partecipato all'UEFA Futsal Championship 2003. Ogni nazione deve presentare una squadra composta da 14 giocatori. Nella lista della squadra devono essere inclusi almeno due portieri. 

## Girone A

### Italia
Allenatore:  Alessandro Nuccorini
| N. | Pos. | Giocatore           | Data nascita (età)          | Pres. | Reti | Squadra    |
| -- | ---- | ------------------- | --------------------------- | ----- | ---- | ---------- |
| 1  | P    | Gianfranco Angelini | 21 luglio 1974 (28 anni)    | 0     | 0    | Roma RCB   |
| 2  |      | Fernando Grana      | 26 agosto 1979 (23 anni)    | 0     | 0    | Móstoles   |
| 3  |      | Daverson Franzoi    | 3 aprile 1975 (27 anni)     | 0     | 0    | Lazio      |
| 4  |      | Carlos Montovaneli  | 13 settembre 1973 (29 anni) | 0     | 0    | Lazio      |
| 5  |      | Salvatore Zaffiro   | 22 settembre 1969 (33 anni) | 0     | 0    | Perugia    |
| 6  |      | Edgar Bertoni       | 24 luglio 1981 (21 anni)    | 0     | 0    | Stabia     |
| 7  |      | Vinícius Bacaro     | 20 agosto 1978 (24 anni)    | 0     | 0    | Lazio      |
| 8  |      | André Vicentini     | 17 giugno 1977 (25 anni)    | 0     | 0    | Prato      |
| 9  |      | Luca Ippoliti       | 31 ottobre 1979 (23 anni)   | 0     | 0    | Lazio      |
| 10 |      | Adriano Foglia      | 25 aprile 1981 (21 anni)    | 0     | 0    | Stabia     |
| 11 |      | Eduardo Morgado     | 19 giugno 1981 (21 anni)    | 0     | 0    | Pescara    |
| 12 | P    | Marco Ripesi        | 25 giugno 1971 (31 anni)    | 0     | 0    | Lazio      |
| 13 |      | Rodrigo Bertoni     | 1º dicembre 1978 (24 anni)  | 0     | 0    | Stabia     |
| 14 |      | Márcio Moratelli    | 16 ottobre 1970 (32 anni)   | 0     | 0    | CUS Chieti |

### Repubblica Ceca
Allenatore:  Michal Stríz
| N. | Pos. | Giocatore       | Data nascita (età)          | Pres. | Reti | Squadra         |
| -- | ---- | --------------- | --------------------------- | ----- | ---- | --------------- |
| 1  | P    | Petr Krayzel    | 16 giugno 1969 (33 anni)    | 0     | 0    | sconosciuta     |
| 2  |      | Vít Blažej      | 15 dicembre 1978 (24 anni)  | 0     | 0    | sconosciuta     |
| 3  |      | Daniel Rajnoch  | 22 settembre 1974 (28 anni) | 0     | 0    | sconosciuta     |
| 4  |      | David Levčík    | 17 febbraio 1976 (27 anni)  | 0     | 0    | sconosciuta     |
| 5  |      | Tomáš Sluka     | 19 maggio 1978 (24 anni)    | 0     | 0    | sconosciuta     |
| 6  |      | Michal Mareš    | 3 febbraio 1976 (27 anni)   | 0     | 0    | Dina Mosca      |
| 7  |      | Martin Dlouhý   | 3 marzo 1975 (27 anni)      | 0     | 0    | Viktoria Žižkov |
| 8  |      | Jan Horáček     | 15 aprile 1973 (29 anni)    | 0     | 0    | sconosciuta     |
| 9  |      | Stanislav Bejda | 11 febbraio 1977 (26 anni)  | 0     | 0    | sconosciuta     |
| 10 |      | Oldrich Malý    | 13 luglio 1974 (28 anni)    | 0     | 0    | sconosciuta     |
| 11 |      | Roman Mareš     | 15 marzo 1975 (27 anni)     | 0     | 0    | sconosciuta     |
| 12 | P    | Jan Klíma       | 15 ottobre 1970 (32 anni)   | 0     | 0    | sconosciuta     |
| 13 |      | Roman Musial    | 7 settembre 1976 (26 anni)  | 0     | 0    | sconosciuta     |
| 14 |      | Rostislav Broz  | 23 novembre 1967 (35 anni)  | 0     | 0    | sconosciuta     |

### Russia
Allenatore:  Evgenij Lovčev
| N. | Pos. | Giocatore             | Data nascita (età)         | Pres. | Reti | Squadra           |
| -- | ---- | --------------------- | -------------------------- | ----- | ---- | ----------------- |
| 1  | P    | Sergej Zuev           | 20 febbraio 1980 (22 anni) | 0     | 0    | VIZ-Sinara        |
| 2  |      | Damir Chamadiev       | 30 luglio 1981 (21 anni)   | 0     | 0    | VIZ-Sinara        |
| 3  |      | Vjačeslav Moskalenko  | 19 dicembre 1980 (22 anni) | 0     | 0    | Dinamo Mosca      |
| 4  |      | Vladislav Šajachmetov | 25 agosto 1981 (21 anni)   | 0     | 0    | VIZ-Sinara        |
| 5  |      | Vladimir Grigor'ev    | 29 novembre 1971 (31 anni) | 0     | 0    | Spartak Mosca     |
| 6  |      | Sergej Malyšev        | 7 agosto 1975 (27 anni)    | 0     | 0    | Dinamo Mosca      |
| 7  |      | Denis Abyšev          | 9 ottobre 1978 (24 anni)   | 0     | 0    | Tjumen'           |
| 8  |      | Dmitrij Gorin         | 9 maggio 1972 (30 anni)    | 0     | 0    | Spartak Mosca     |
| 9  |      | Sergej Ivanov         | 9 ottobre 1978 (24 anni)   | 0     | 0    | Noril'skij Nikel' |
| 10 |      | Gennadij Ionov        | 25 maggio 1976 (26 anni)   | 0     | 0    | Spartak Mosca     |
| 11 |      | Igor Nikolaev         | 27 aprile 1978 (24 anni)   | 0     | 0    | Noril'skij Nikel' |
| 12 | P    | Gennadij Garagulja    | 27 gennaio 1981 (22 anni)  | 0     | 0    | VIZ-Sinara        |
| 13 |      | Vladimir Stroganov    | 7 agosto 1970 (32 anni)    | 0     | 0    | Spartak Mosca     |
| 14 |      | Boris Kupeckov        | 18 agosto 1976 (26 anni)   | 0     | 0    | Spartak Mosca     |

### Slovenia
Allenatore:  Darko Križman
| N. | Pos. | Giocatore           | Data nascita (età)          | Pres. | Reti | Squadra           |
| -- | ---- | ------------------- | --------------------------- | ----- | ---- | ----------------- |
| 1  | P    | Marjan Dermastija   | 7 marzo 1967 (35 anni)      | 0     | 0    | Metropol Lubiana  |
| 2  |      | Tomislav Horvat     | 24 luglio 1974 (28 anni)    | 0     | 0    | Litija            |
| 3  |      | Denis Delamea       | 13 dicembre 1973 (29 anni)  | 0     | 0    | Nazarje           |
| 4  |      | Dejan Simić         | 28 ottobre 1982 (20 anni)   | 0     | 0    | Litija            |
| 5  |      | Denis Ibrišimović   | 7 luglio 1976 (26 anni)     | 0     | 0    | Litija            |
| 6  |      | Danilo Kurnik       | 9 gennaio 1975 (28 anni)    | 0     | 0    | Vitomarci         |
| 7  |      | Jože Gačnik         | 15 gennaio 1974 (29 anni)   | 0     | 0    | Real Scafati      |
| 8  |      | Dejan Kraut         | 11 dicembre 1970 (32 anni)  | 0     | 0    | Vitomarci         |
| 9  |      | Senudin Džafić      | 16 dicembre 1974 (28 anni)  | 0     | 0    | Litija            |
| 10 |      | Milivoje Simeunović | 7 febbraio 1976 (27 anni)   | 0     | 0    | Noril'skij Nikel' |
| 11 |      | Mito Kos            | 1º aprile 1972 (30 anni)    | 0     | 0    | Litija            |
| 12 | P    | Marko Pungartnik    | 8 luglio 1971 (31 anni)     | 0     | 0    | Branik-Talci      |
| 13 |      | Valdi Lakoseljac    | 17 settembre 1978 (24 anni) | 0     | 0    | GIP Beton MTO     |
| 14 |      | Danilo Guček        | 5 settembre 1973 (29 anni)  | 0     | 0    | Sevnica           |

## Girone B

### Belgio
Allenatore:  Damien Knabben
| N. | Pos. | Giocatore             | Data nascita (età)         | Pres. | Reti | Squadra     |
| -- | ---- | --------------------- | -------------------------- | ----- | ---- | ----------- |
| 1  | P    | Marc Vandecaetsbeek   | 22 giugno 1967 (35 anni)   | 0     | 0    | sconosciuta |
| 2  |      | Mustapha Aabbassi     | 20 marzo 1978 (24 anni)    | 0     | 0    | sconosciuta |
| 3  |      | Tim Dewit             | 5 marzo 1974 (28 anni)     | 0     | 0    | sconosciuta |
| 4  |      | Karim Bachar          | 11 agosto 1975 (27 anni)   | 0     | 0    | sconosciuta |
| 5  |      | Ilyas El Haoual       | 11 gennaio 1981 (22 anni)  | 0     | 0    | sconosciuta |
| 6  |      | Mustafa Toukouki      | 20 aprile 1978 (24 anni)   | 0     | 0    | sconosciuta |
| 7  |      | Rudi Plompen          | 22 gennaio 1970 (33 anni)  | 0     | 0    | sconosciuta |
| 8  |      | Nouredine El Yahiaoui | 10 agosto 1974 (28 anni)   | 0     | 0    | sconosciuta |
| 9  |      | Kurt Gessner          | 6 febbraio 1971 (32 anni)  | 0     | 0    | sconosciuta |
| 10 |      | Tim Vergauwen         | 25 aprile 1974 (28 anni)   | 0     | 0    | sconosciuta |
| 11 |      | Mustapha Harram       | 29 aprile 1981 (21 anni)   | 0     | 0    | sconosciuta |
| 12 | P    | Luca Cragnaz          | 3 settembre 1977 (25 anni) | 0     | 0    | sconosciuta |
| 13 | P    | Christian Dandoy      | 24 aprile 1977 (25 anni)   | 0     | 0    | sconosciuta |
| 14 |      | Steve Pouwels         | 15 aprile 1981 (21 anni)   | 0     | 0    | sconosciuta |

### Portogallo
Allenatore:  Orlando Duarte
| N. | Pos. | Giocatore       | Data nascita (età)         | Pres. | Reti | Squadra     |
| -- | ---- | --------------- | -------------------------- | ----- | ---- | ----------- |
| 1  | P    | Toni            | 10 agosto 1974 (28 anni)   | 0     | 0    | sconosciuta |
| 2  |      | Joel Queirós    | 21 maggio 1982 (20 anni)   | 0     | 0    | sconosciuta |
| 3  |      | Sérgio Junior   | 8 febbraio 1976 (27 anni)  | 0     | 0    | sconosciuta |
| 4  |      | Pedro Costa     | 18 dicembre 1978 (24 anni) | 0     | 0    | sconosciuta |
| 5  |      | Ivan Dias       | 28 agosto 1972 (30 anni)   | 0     | 0    | sconosciuta |
| 6  |      | João Marçal     | 30 aprile 1980 (22 anni)   | 0     | 0    | sconosciuta |
| 7  |      | André Lima      | 10 maggio 1971 (31 anni)   | 0     | 0    | sconosciuta |
| 8  |      | João Leite      | 28 gennaio 1976 (27 anni)  | 0     | 0    | sconosciuta |
| 9  |      | Gonçalo Alves   | 1º luglio 1977 (25 anni)   | 0     | 0    | sconosciuta |
| 10 |      | Arnaldo Pereira | 16 giugno 1979 (23 anni)   | 0     | 0    | sconosciuta |
| 11 |      | Formiga         | 22 ottobre 1978 (24 anni)  | 0     | 0    | sconosciuta |
| 12 | P    | João Benedito   | 7 ottobre 1978 (24 anni)   | 0     | 0    | sconosciuta |
| 13 |      | Zézito          | 4 gennaio 1973 (30 anni)   | 0     | 0    | sconosciuta |
| 14 | P    | Nuno Rodrigues  | 10 giugno 1978 (24 anni)   | 0     | 0    | sconosciuta |

### Spagna
Allenatore:  Javier Lozano
| N. | Pos. | Giocatore           | Data nascita (età)          | Pres. | Reti | Squadra             |
| -- | ---- | ------------------- | --------------------------- | ----- | ---- | ------------------- |
| 1  | P    | Luis Amado          | 4 maggio 1976 (26 anni)     | 0     | 0    | Interviú            |
| 2  |      | Julio García        | 27 maggio 1972 (30 anni)    | 0     | 0    | Interviú            |
| 3  |      | Álvaro Aparicio     | 29 settembre 1977 (25 anni) | 0     | 0    | Segovia             |
| 4  |      | Antonio Adeva       | 12 febbraio 1972 (31 anni)  | 0     | 0    | Segovia             |
| 5  |      | Javier Orol         | 4 aprile 1973 (29 anni)     | 0     | 0    | Interviú            |
| 6  |      | Joan Linares        | 24 febbraio 1975 (27 anni)  | 0     | 0    | Interviú            |
| 7  |      | Óscar Redondo       | 14 febbraio 1974 (29 anni)  | 0     | 0    | Martorell           |
| 8  |      | Kike Boned          | 4 maggio 1978 (24 anni)     | 0     | 0    | ElPozo Murcia       |
| 9  |      | Javier Sánchez      | 25 gennaio 1971 (32 anni)   | 0     | 0    | Playas de Castellón |
| 10 |      | Alberto Merino      | 5 gennaio 1978 (25 anni)    | 0     | 0    | Atlético Boadilla   |
| 11 |      | Miguel Ángel Cobeta | 16 giugno 1975 (27 anni)    | 0     | 0    | Segovia             |
| 12 | P    | Sergio Alonso       | 10 febbraio 1978 (25 anni)  | 0     | 0    | ElPozo Murcia       |
| 13 | P    | Rafael Fernández    | 13 giugno 1980 (22 anni)    | 0     | 0    | Valencia            |
| 14 |      | Daniel              | 6 luglio 1976 (26 anni)     | 0     | 0    | Interviú            |

### Ucraina
Allenatore:  Hennadij Lysenčuk
| N. | Pos. | Giocatore           | Data nascita (età)        | Pres. | Reti | Squadra     |
| -- | ---- | ------------------- | ------------------------- | ----- | ---- | ----------- |
| 1  | P    | Oleksij Popov       | 6 marzo 1980 (22 anni)    | 0     | 0    | sconosciuta |
| 2  |      | Oleh Šajtanov       | 28 giugno 1977 (25 anni)  | 0     | 0    | sconosciuta |
| 3  |      | Serhij Sytin        | 19 luglio 1982 (20 anni)  | 0     | 0    | sconosciuta |
| 4  |      | Serhij Koridze      | 6 dicembre 1975 (27 anni) | 0     | 0    | sconosciuta |
| 5  |      | Oleh Bezuhlyj       | 14 gennaio 1969 (34 anni) | 0     | 0    | sconosciuta |
| 6  |      | Oleksij Kudlaj      | 29 marzo 1974 (28 anni)   | 0     | 0    | sconosciuta |
| 7  |      | Heorhij Mel'nikov   | 10 marzo 1975 (27 anni)   | 0     | 0    | sconosciuta |
| 8  |      | Oleksandr Kosenko   | 18 gennaio 1970 (33 anni) | 0     | 0    | sconosciuta |
| 9  |      | Volodymyr Dejnega   | 19 marzo 1977 (25 anni)   | 0     | 0    | sconosciuta |
| 10 |      | Ihor Moskvyčov      | 6 novembre 1971 (31 anni) | 0     | 0    | sconosciuta |
| 11 |      | Fedir Pylypiv       | 8 febbraio 1978 (25 anni) | 0     | 0    | sconosciuta |
| 12 | P    | Vladyslav Kornjejev | 23 agosto 1971 (31 anni)  | 0     | 0    | sconosciuta |
| 13 |      | Vitalij Brun'ko     | 24 ottobre 1976 (26 anni) | 0     | 0    | sconosciuta |
| 14 | P    | Vasyl' Suchomlinov  | 20 maggio 1976 (26 anni)  | 0     | 0    | sconosciuta |